# Тондела (футбольний клуб)
«Тондела» (порт. Clube Desportivo de Tondela) — португальський футбольний клуб з міста Тондела, заснований 1933 року. Виступає у Прімейра-Лізі Португалії. Домашні матчі проводить на стадіоні «Жоау Кардозу», який вміщує 3 000 глядачів.

## Історія
Спортивний клуб «Тондела» було створено 6 червня 1933 року шляхом злиття місцевих футбольного клубу «Тондела», заснованого в 1925-му, та клубу «Операріу Атлетіку», заснованого в 1932-му. Більшість своєї історії команда провела в регіональних лігах. Лише в сезоні 2011-12 «Тонделі» вперше вдалося вибороти путівку до Сегунда-Ліги. Перший сезон в Сегунді команда завершила в середині турнірної таблиці. Також в кампанаї 2012-13 клуб вперше взяв участь у розіграші Кубка Португалії, програвши в третьому раунді «Віторії» з рахунком 1-0. В сезоні 2014-15 «Тондела» стала переможцем Сегунда-Ліги і отримала путівку до Прімейри.
В сезоні 2021-22 років команда стала фіналістом Кубку Португалії.

## Досягнення
Кубок Португалії
- Фіналіст (1): 2021–22